# Rhabdothamnopsis sinensis
Rhabdothamnopsis es un género monotípico de plantas herbáceas  perteneciente a la familia Gesneriaceae. Su única especie: Rhabdothamnopsis sinensis Hemsl. , es originaria de China.

## Descripción
Son arbustos pequeños que alcanzan los 0,5 m de altura , ramificado en la base, tallos sub - cuadrangulares, ligeramente leñosos. Las hojas son opuestas, pecioladas o subsésiles, la lámina oblicuamente elíptica a ovadas, denticuladas o crenadas , superficie superior escasamente pubérulas , la superficie inferior glabras. Tiene flores solitarias en las axilas de las hojas; con un delgado pedúnculo. Sépalos libres, linear-lanceoladas . Corola púrpura, tubular en forma de embudo , bilabiada. El fruto es una cápsula en espiral .

## Distribución y hábitat
Se distribuyen por el sur de China ( C & N de Yunnan , Guizhou, Sichuan) . Se encuentra en los bosques densos , en los arroyos en áreas forestales , y en los matorrales junto a los caminos , en alturas de 1600-2200 ( -4600 )  metros.

## Taxonomía
Rhabdothamnopsis sinensis   fue descrita por  William Botting Hemsley y publicado en Journal of the Linnean Society, Botany 35(247): 517–518. 1903.
Etimología
El nombre del género está compuesto por el nombre genérico   Rhabdothamnus y el sufijo griego  όψις,  opsis = parecer , al igual que , aludiendo a la similitud entre ambos géneros. 
sinensis: epíteto geográfico que alude a su localización en China.
Sinonimia
- Boea cavaleriei H.Lév. & Vaniot
- Boea rubicunda H. Lév.
- Rhabdothamnopsis chinensis (Franch.) Hand.-Mazz.
- Rhabdothamnopsis chinensis var. ochroleuca (W.W.Sm.) Hand.-Mazz.
- Rhabdothamnopsis limprichtiana Lingelsh. & Borza.
- Rhabdothamnopsis sinensis var. ochroleuca W.W. Sm.
- Streptocarpus chinensis Franch.[1]